# Frenchkiss Records
A Frenchkiss Records egy amerikai lemezkiadó, amelynek tulajdonosa a Sony Music Entertainment.

## Története
A Frenchkiss Records egy független lemezkiadó, amely New Yorkban működik. A kiadót 1999-ben alapította Syd Butler, a Les Savy Fav basszusgitárosa és alapítója. A kiadó elsődleges célja Les Savy Fav második albumának, a The Cat and The Cobra-nak a megjelentetése volt, de azóta számos különböző művész, például a The Hold Steady, The Antlers, The Dodos, Local Natives és Passion Pit felfedezéséért is felelős. A kiadó nemrég zenei kiadói ágat is létrehozott, Frenchkiss Publishing néven. 2012 elején a Frenchkiss Records elindította a terjesztési vállalatát, amely "az indie kiadók láthatóságának növelésére összpontosít, olyan közösségek szellemében, mint a Dischord, Rough Trade és Touch & Go". Ugyanebben az évben májusban bejelentették a Cavity Search Recordsot, mint az első kilenc kiadót, amely csatlakozik a Frenchkiss terjesztési csoporthoz, a JAXART és a Pendu Sound mellett. Ekkor a Frenchkiss megszüntette kapcsolatát a RED-del, és elkezdett együttműködni a Sony Musickal, amely 2014 szeptemberében megvásárolta a lemezkiadót.